# Heliophanus undecimmaculatus
Heliophanus undecimmaculatus là một loài nhện trong họ Salticidae.
Loài này thuộc chi Heliophanus. Heliophanus undecimmaculatus được Lodovico di Caporiacco miêu tả năm 1941.